# Liste des évêques de Muyinga
L’ évêque de Muyinga est à la tête du diocèse de Muyinga, au Burundi.
Le diocèse de Muyinga a été créé le 5 septembre 1968, par détachement du diocèse de Ngozi.

## Sont évêques
- 5 septembre 1968 - 25 mars 1977 : Nestor Bihonda
- 25 mars 1977 - 6 mars 1980 : siège vacant
- 6 mars 1980 - 1er juillet 1994 : Roger Mpungu
- 23 janvier 1992 - 1er juillet 1994 : Jean-Berchmans Nterere, évêque coadjuteur
- 1er juillet 1994 -† 5 mai 2001 : Jean-Berchmans Nterere
- 5 mai 2001-14 décembre 2002 : siège vacant
- depuis le 14 décembre 2002 : Joachim Ntahondereye

## Source
- (en) « Diocese of Muyinga », sur catholic-hierarchy.org (consulté le 21 février 2016)